# Galium araucanum
Galium araucanum är en måreväxtart som beskrevs av Rodolfo Amando Philippi. Galium araucanum ingår i släktet måror, och familjen måreväxter. Inga underarter finns listade i Catalogue of Life.